# スケートイスラエル
スケートイスラエル（ヘブライ語: סקייט ישראל、英語: Skate Israel）は、イスラエルのメトゥラで開かれるフィギュアスケートの国際大会。

## 概要
1995年から開催されている大会で、シニアクラスの男女シングルとペア、アイスダンスで争われる。1995年から2000年までは毎年開催されていたが、2001年以降は治安悪化などの理由から開催中止になることが多く、2003年と2005年の2度のみ開催された。開催日はまちまちで、9月や10月、12月に開催されており、2007年は中止になったものの10月4日から6日の開催予定であった。

## 歴代メダリスト

### 男子シングル
| 年     | 金                       | 銀                         | 銅                         |
| 1995年 | ミカエル・シュメルキン   | ドミトリー・ドミトレンコ   | エフゲニー・プリウタ       |
| 1996年 | イゴール・パシケビッチ   | ドミトリー・ドミトレンコ   | セルゲイ・ダヴィドフ       |
| 1997年 | アレクセイ・ヤグディン   | ミカエル・シュメルキン     | セルゲイ・リロフ           |
| 1998年 | ドミトリー・ドミトレンコ | イワン・ディネフ           | サボルチ・ヴィドライ       |
| 1999年 | ロマン・セロフ           | ユーリー・リトヴィノフ     | サボルチ・ヴィドライ       |
| 2000年 | ロマン・セロフ           | Alexei Fedoseev            | ミカエル・シュメルキン     |
| 2003年 | ロマン・セロフ           | アレクセイ・ワシレフスキー | アントン・スミルノフ       |
| 2005年 | ロマン・セロフ           | ミハイル・マゲロフスキー   | アレクサンドル・シュービン |

### 女子シングル
| 年     | 金                     | 銀                           | 銅                         |
| 1995年 | タニヤ・シェフチェンコ | エレーナ・リアシェンコ       | カテジナ・ベラーンコヴァー |
| 1996年 | エレーナ・イワノワ     | ユリア・ボロビエワ           | エレーナ・リアシェンコ     |
| 1997年 | エレーナ・イワノワ     | ユリア・ボロビエワ           | クリスティーナ・チャコ     |
| 1998年 | タチアナ・マリニナ     | ユリア・ボロビエワ           | ユリア・セベスチェン       |
| 1999年 | ダリア・ティモシェンコ | シェベシュチェーン・ユーリア | アンナ・レフニョ           |
| 2000年 | イリーナ・トカチュク   | ダリア・ズラヴィッキー       | ヘレナ・パヨヴィチ         |
| 2003年 | ポート・ディアーナ     | ダリア・ティモシェンコ       | イリーナ・ルキヤネンコ     |
| 2005年 | パヴク・ヴィクトーリア | サラ・ファロティコ           | Elena Zhidkova             |

### ペア
| 年     | 金                                                    | 銀                                                | 銅                                                          |
| 1995年 | サラ・アビトボル and ステファン・ベルナディス         | エレーナ・ベレズナヤ and オレグ・シリアホフ       | エレーナ・ベルソフスカヤ and Sergei Potalov                 |
| 1996年 | エフゲーニヤ・フィロネンコ and イゴール・マルチェンコ | マリナ・ハルトゥリナ and アンドレイ・クルコフ     | Irina Maslennikova and Konstantin Krasnenkov                |
| 1997年 | エレーナ・ボゴスパサエワ and オレグ・ポノマレンコ     | Anna Kaverzina and Alexei Minin                   | ナタリア・ポノマレワ and エフゲニー・スヴィリドフ           |
| 1998年 | ドロタ・ザゴルスカ and マリウス・シュデク             | タチアナ・トトミアニナ and マキシム・マリニン     | オリガ・ベシュテンディゴヴァー and ヨゼフ・ベシュテンディク |
| 1999年 | ユリア・オベルタス and ドミトリー・パラマルチュク     | カテジナ・ベラーンコヴァー and オット・ドゥラボラ | オリガ・ベシュテンディゴヴァー and ヨゼフ・ベシュテンディク |
| 2000年 | 非実施                                                | 非実施                                            | 非実施                                                      |
| 2003年 | ユリア・シャピロ and ヴァディム・アコルジン           | マリナ・アガニナ and アルテム・クニャゼフ         | -                                                           |
| 2005年 | 非実施                                                | 非実施                                            | 非実施                                                      |

### アイスダンス
| 年     | 金                                                    | 銀                                              | 銅                                                      |
| 1995年 | マルガリータ・ドロビアツコ and ポヴィラス・ヴァナガス | エレーナ・グルシナ and ルスラン・ゴンチャロフ   | エリザベータ・ステコルニコワ and ドミトリー・カザルリガ |
| 1996年 | マルガリータ・ドロビアツコ and ポヴィラス・ヴァナガス | ガリト・チャイト and セルゲイ・サフノフスキー   | オルガ・シャルテンコ and ドミトリー・ナウムキン         |
| 1997年 | ガリト・チャイト and セルゲイ・サフノフスキー         | アルベナ・デンコヴァ and マキシム・スタビスキー | ニーナ・ウラノワ and ミハイル・スチフーニン             |
| 1998年 | ガリト・チャイト and セルゲイ・サフノフスキー         | ニーナ・ウラノワ and ミハイル・スチフーニン     | Agata Blazowska and Marcin Kozubek                      |
| 1999年 | ガリト・チャイト and セルゲイ・サフノフスキー         | Agata Blazowska and Marcin Kozubek              | Julie Keeble and Lukasz Zalewski                        |
| 2000年 | ガリト・チャイト and セルゲイ・サフノフスキー         | アルベナ・デンコヴァ and マキシム・スタビスキー | Anastassia Belova and Ilia Isaev                        |
| 2003年 | ガリト・チャイト and セルゲイ・サフノフスキー         | ナタリア・グディナ and アレクセイ・ベレツキー   | マリアナ・コズロワ and セルゲイ・バラノフ               |
| 2005年 | ガリト・チャイト and セルゲイ・サフノフスキー         | オクサナ・ドムニナ and マキシム・シャバリン     | アナスタシア・グレベンキナ and ヴァズゲン・アズロヤン   |